# Pseudagrion rubriceps
Pseudagrion rubriceps är en trollsländeart. Pseudagrion rubriceps ingår i släktet Pseudagrion och familjen dammflicksländor. IUCN kategoriserar arten globalt som livskraftig.

## Underarter
Arten delas in i följande underarter:
- P. r. ceylonicum
- P. r. rubriceps

## Bildgalleri

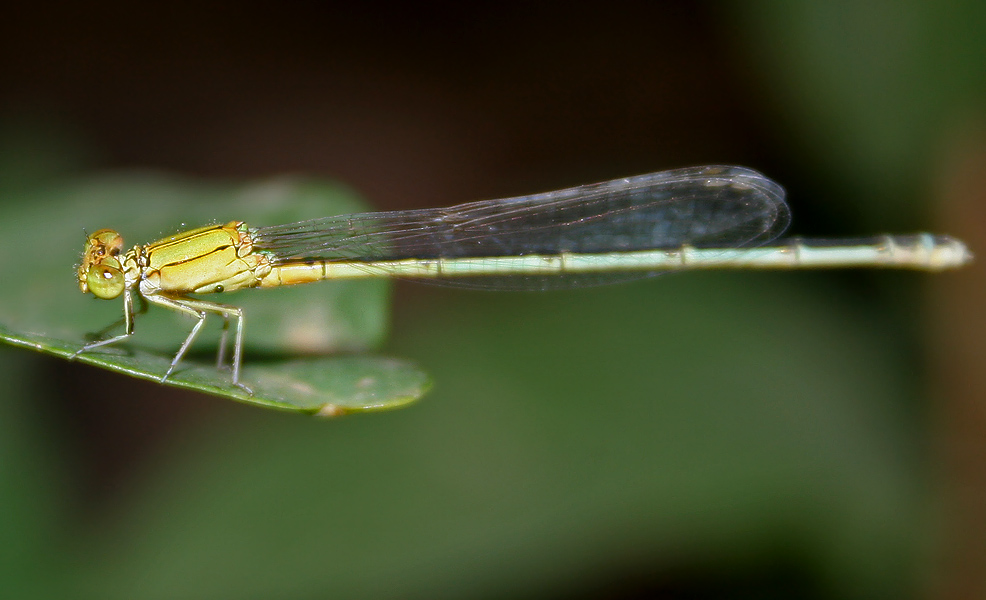
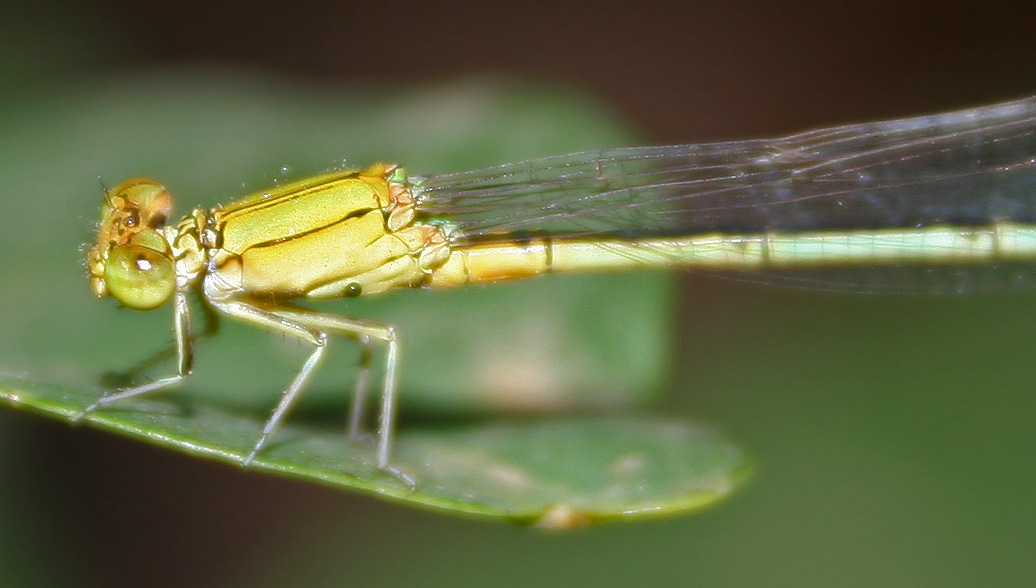